# Friedrich Robak
Friedrich Robak (* 16. Dezember 1913 in Wien; † 4. September 1994 in Steinbrunn) war ein österreichischer Politiker (SPÖ) und Eisenbahner. Robak vertrat die SPÖ im Burgenländischen Landtag und im Österreichischen Nationalrat.

## Leben
Robak wurde als Sohn des Arbeiters Friedrich Robak geboren. Sein Vater fiel 1914 im Ersten Weltkrieg, woraufhin er mit seiner Mutter Antonia Robak, geborene Milalkovits, in deren Geburtsort Stinkenbrunn übersiedelte. Robak besuchte die Volks- und Bürgerschule und arbeitete zwischen 1938 und 1943 als Rangierer bei der Deutschen Reichsbahn. Danach wurde er bis 1945 zum Kriegsdienst in die Wehrmacht eingezogen.
Er war verheiratet und wuchs kroatischsprachig auf.

## Politik
Robak war 1931 Landesfalkenführer-Stellvertreter und Bezirksobmann der Sozialistischen Arbeiterjugend, 1932 wurde er Mitglied der Sozialistischen Partei. Robak wurde 1935 zu einer viermonatigen Haftstrafe wegen Aufwieglung verurteilt und war von 1938 bis 1945 illegal für die Sozialistische Partei aktiv. Nach dem Zweiten Weltkrieg wurde Robak 1945 Vizebürgermeister von Stinkenbrunn und hatte zwischen 1946 und 1980 das Amt des Bürgermeisters inne (1959 wurde Stinkenbrunn in Steinbrunn umbenannt). Zudem hatte er die Funktion des Landesobmanns der sozialistischen Gemeindevertreter und war Mitglied im Bundesvorstand des Österreichischen Gemeindebundes. Robak hatte innerparteilich das Amt des Bezirksobmanns der SPÖ Eisenstadt inne und war Mitglied des Landesparteivorstandes. Des Weiteren war er von 1946 bis 1965 Obmann des Aufsichtsrats der Burgenländischen Konsumgenossenschaft. 
Robak vertrat die SPÖ vom 13. Dezember 1945 bis zum 18. Dezember 1962 im Burgenländischen Landtag und war anschließend vom 14. Dezember 1962 bis zum 4. November 1975 Abgeordneter zum Nationalrat. 
Von 1955 bis 1988 war er Gründungspräsident der „Konferenz der Bürgermeister und Vizebürgermeister der kroatisch- und gemischtsprachigen Gemeinden des Burgenlandes“.